# ルディ・ミルズ
ルディ・ミルズ（英: Rudy Mills）は、ジャマイカの歌手。スカ、ロックステディ、レゲエなどの曲を歌っていた。多作ではなかったが、主に1960年代後半から1970年代前半にかけて作品を残し、1969年にパマ・レコーズからアルバム「レゲエ・ヒッツ」を発表した。このアルバムは元ジャイヴィング・ジュニアズのデレク・ハリオットが制作し、作曲、バック・コーラスにも参加している。

## ディスコグラフィー

### アルバム
- Reggae Hits (1969) Pama Records

### シングル
- A Long Story (1967) アイランド・レコード
- Dollar A Head / I'm Trapped (1968) Island
- John Jones / Place Called Happiness (1968)
- A Heavy Load / Wholesale Love (1969) Crab
- Tears On My Pillow / I Am Trapped (1969) Crab
- Lemi-li / Goody Goody (1970) Explosion
- Rise Bilaians (不明) SonJohn
- Rolling Stone (Gathers No Moss) (不明)　New Age Records

### コンピレーション・アルバム
- Reggae Golden Classics (不明) Crystal
- レゲエ・ヒッツ25 (1994) テイチク - Long Story収録